# Grgur Radnić
Grgur Radnić, zvan Grgota (Drniš, pol. 17.st. - Drniš(?), poč. 18. stoljeća), hrvatski protuosmanski ratnik i vojskovođa.
Pripadao je poznatom rodu koji se od 17. st. spominje na zagorsko - drniškom području, od kojeg su se neki odselili i u Bačku (vidi: Mihovil Radnić). Osobito se isticao pri oslobađanju i obrani Drniša od Turaka za Morejskog rata (1683.)1684. – 1699., zajedno s drugim vojnim zapovjednicima: Urbanom Fenzijem, Matom Nakićem Vojnovićem, Tomom Zavorovićem, i Andrijom Butkovićem. Zbog njegove hrabrosti i zasluga mletačke vlasti su mu potvrdile brojne posjede. Jedno vrijeme vršio je i dužnost drniškog serdara. Pored mnogih odlikovanja što ih je dobio, mletački dužd mu je dao naslov viteza (kavalira) sv. Marka.

## Zanimljivosti
O njemu su sačuvani i slikoviti navodi kod Kačića (Razgovor ugodni) koji svjedoče o hrabrosti i surovosti tadašnjeg ratničkog, megdandžijskog života.
Tako mu je u jednome dvoboju neimenovani Turčin, "silni mejdandžija", sabljom odsjekao obraz. No iz dvoboja Radnić je izišao kao pobjednik, jer je (Radnić) njemu i obraz i glavu / još desnicu ruku pri ramenu! Nakon toga nosio je umjetni, srebrni obraz, i viteški pod njim vojevao!